# Beauchamps, Somme

Beauchamps este o comună în departamentul Somme, Franța. În 1 ianuarie 2022 avea o populație de 943 de locuitori.